# Pajeftjauemauibastet
Pajeftjauemauibastet war ein altägyptischer Lokalkönig (Pharao) der 22. Dynastie (Dritte Zwischenzeit) im oberägyptischen Herakleopolis und regierte um 749–720 v. Chr. (Kitchen).
Im Siegesbericht des Pije, der 728 v. Chr. Mittelägypten und das Nildelta erobert hatte, wird Pajeftjauemauibastets Verteidigung von Herakleopolis gegen Tefnachte und Namilt (III.) genannt. Nach dem erfolgreichen Feldzug Pijes unterwirft sich Pajeftjauemauibastet ihm. Des Weiteren wird seine Gattin Tascheriteniset auf zwei Stelen, die aus dem 10. Regierungsjahr Pajeftjauemauibastets stammen, dargestellt wie sie zwei seiner Töchter Schenkungen überreicht. Auch auf einer Goldstatuette des Herischef ist sein Name bezeugt.